# Награда Стефан Митров Љубиша
Награда Стефан Митров Љубиша додељује се од 1994. за књижевно стваралаштво. Наградa је именована у част Стефана Митрова Љубише и додељује Фестивал „Град театар” у Будви.
Награда је међународног карактера и додељује се за целокупно стваралаштво. Додељује је књижевни жири Фестивала „Град театар” у Будви. Састоји се од повеље, скулптуре и новчаног износа (раније и штампања књиге по избору добитника). Уручење се приређује на Тргу пјесника.

## Добитници
Награду су добили следећи књижевници:
- 1994 — Милорад Павић
- 1995 — Матија Бећковић
- 1996 — Душан Ковачевић
- 1997 — Љубомир Симовић
- 1998 — Ђерђ Конрад
- 1999 — Вида Огњеновић
- 2000 — Роналд Харвуд
- 2001 — Јован Христић
- 2002 — Светлана Велмар Јанковић
- 2003 — Предраг Матвејевић, за „медитеранство”
- 2004 — Јури Пољаков
- 2005 — Дубравка Угрешић
- 2006 — Чедо Вуковић
- 2007 — Зоран Живковић
- 2008 — Божо Копривица
- 2009 — Драган Радуловић
- 2010 — Светислав Басара
- 2011 — Давид Албахари
- 2012 — Мирко Ковач
- 2013 — Миљенко Јерговић
- 2014 — Амир Ор
- 2015 — Зувдија Hоџић
- 2016 — Милисав Савић
- 2019 — Драго Јанчар (за 2017/2018)
- 2021 — Радослав Петковић (за 2019/2020)[5]

## Библиотека „Награђени писци”
У оквиру награде штампана су следећа дела награђених књижевника:
1. Милорад Павић, Медитеранске приче, Октоих, Подгорица 1995.
2. Матија Бећковић, Ћераћемо се још, Октоих, Подгорица 1996.
3. Душан Ковачевић, Драме, Октоих, Подгорица 1997.
4. Љубомир Симовић, Видик на две воде, Октоих, Подгорица 1998.
5. Ђерђ Конрад, Антиполитика, избор и превод Арпад Вицко, Октоих, Подгорица 1999.
6. Роналд Харвуд, Драме, превео Ђорђе Кривокапић, Октоих, Подгорица 2001.
7. Јуриј Пољаков, Небо палих, превела Радмила Мечанин, Октоих, Подгорица 2005.